# There Is No Competition 2: The Grieving Music Mixtape
Albums de Fabolous
Loso's Way
(2009) The Young OG Project
(2014)
Singles
1. You Be Killin' Em
Sortie : 23 novembre 2010

There Is No Competition 2: The Grieving Music Mixtape est un EP de Fabolous, sorti le 31 août 2010.
L'album s'est classé 4e au Top Rap Albums, 9e au Top R&B/Hip-Hop Albums et 32e au Billboard 200.

## Liste des titres
| No  | Titre                                                                       | Contient un (des) sample(s) de                                                                          | Durée |
| --- | --------------------------------------------------------------------------- | --- | ----- |
| 1.  | The Eulogy (Intro)                                                          | | 1:18  |
| 2.  | The Wake (Produit par I.N.F.O.)                                             | | 3:12  |
| 3.  | I'm Raw (Produit par Amadeus)                                               | | 3:00  |
| 4.  | Body Ya (Produit par Sonaro)                                                | | 3:08  |
| 5.  | Body Count (Produit par Sonaro)                                             | | 3:11  |
| 6.  | Body Bag (Remix) (featuring Cam'ron et Vado – Produit par I.N.F.O. et Nova) | | 4:49  |
| 7.  | You Be Killin' Em (Produit par Ryan Leslie)                                 | This Place Hotel (Heartbreak Hotel) des Jacksons You're Getting a Little Too Smart des Detroit Emeralds | 3:29  |
| 8.  | Tonight (featuring Red Café – Produit par Jahlil Beats)                     | Runaway de Bon Jovi                                                                                     | 3:15  |
| 9.  | Lights Out (Produit par Lex Luger)                                          | Jigga My Nigga de Jay-Z I Don't See Nobody de Fabolous                                                  | 3:30  |
| 10. | Closing Prayer                                                              | | 0:46  |